# Brand New Day (canción de Van Morrison)
«Brand New Day» es una canción del músico norirlandés Van Morrison publicada en el álbum de 1970 Moondance.
La canción es descrita en el álbum como una de las composiciones clásicas de Morrison, junto a "Moondance", "And It Stoned Me", "Caravan" e "Into the Mystic". La canción incluye una improvisación de Jack Schroer con el saxofón alto y un trío coral.
Morrison dijo sobre "Brand New Day":

""Brand New Day" expresaba mucha esperanza. Estaba en Boston con un trabajo duro de llevar espiritualmente... Entonces un día la canción salió por la radio y tenía su particular sentimiento y era totalmente nueva. Me pareció que las cosas cobraban sentido... No tenía ni puñetera idea de quién era el artista. Y resultó ser The Band. Miré al cielo y el sol comenzó a brillar y de repente la canción comenzó a sonar en mi cabeza. Comencé a escribir la canción, desde "When all the dark clouds roll away" (lo cual puede traducirse al español como: "Cuando todas las nubes oscuras se alejan")... La canción de la radio era "The Weight" o "I Shall Be Released".

## Personal
- Van Morrison: guitarra y voz
- Judy Clay: coros
- Emily Houston: coros
- John Klingberg: bajo
- Jeff Labes: piano
- Gary Mallaber: batería
- John Platania: guitarra
- Jack Schroer: saxofón alto
- Jackie Verdell: coros

## Versiones
- Dorothy Morrison
- Esther Phillips
- Frankie Laine